# Die Schlumper

Das Schlumper-Atelier in der alten Rinderschlachthalle

Die Schlumper sind eine 1980 von Rolf Laute in Hamburg gegründete Ateliergemeinschaft.

## Geschichte

### Gründung
1980 setzte der Hamburger Künstler Rolf Laute einen Kunst-am-Bau-Auftrag zum Neubau des Wilfried-Borck-Hauses unter Beteiligung von Bewohnern in Alsterdorf um und gründete 1984 die Ateliergemeinschaft „Die Schlumper“, eine Gruppe von Künstlern mit unterschiedlichen Behinderungen; zunächst als provisorisches Atelier im ehemaligen DRK-Krankenhaus „Beim Schlump“. „Am Anfang stand nicht die Idee einer Kunstgruppe im Vordergrund“ sagt Rolf Laute, „sondern es waren einfach Künstler vorhanden“.
Namensgebend für „Die Schlumper“ war der Ort, an dem die Künstler anfänglich arbeiteten – in der Nähe der U-Bahn-Station „Schlump“ – in den Kellerräumen des „Stadthauses Schlump“. Hier gründete Rolf Laute ein zunächst improvisiertes Atelier.
„Was ohn’ Vorgedanken, ohn’ Kunst, unversehens geschieht, das ist Schlump, der unvermutete Glücksfall“, schreiben die Brüder Grimm in ihrem Wörterbuch.
„Schlump“, so heißt es im Deutschen Wörterbuch, sei der „unvermutete Glücksfall“, was durchaus als eine treffende Charakterisierung der Kunstformen der Schlumper gelten kann.

### Arbeitsprojekt „Schlumper von Beruf“
Künstler mit unterschiedlichen Behinderungen im Alter zwischen 20 und 80 Jahren, die im Großraum Hamburg teilweise in betreuten Wohneinrichtungen verschiedener Träger lebten, schlossen sich in kurzer Zeit den „Schlumpern“ an; manche konnten das Atelier am Schlump nur außerhalb ihrer Beschäftigungszeiten nutzen.
Mit Hilfe des 1985 gegründeten Fördervereins „Freunde der Schlumper“ und der Unterstützung der „Behörde für Arbeit, Gesundheit und Soziales, Hamburg“ gelang es Rolf Laute, 1993 das Arbeitsprojekt „Schlumper von Beruf“ zu initiieren. Seitdem können „die Schlumper“ ihre künstlerischen Fähigkeiten beruflich einsetzen und werden als freischaffende Künstler bezahlt. Seit Anfang 2002 gehört das ehemalige Arbeitsprojekt mit sozialversicherten Künstlerarbeitsplätzen zur Ev. Stiftung Alsterdorfer, Bereich Alsterarbeit.

### Atelier in der Alten Rinderschlachthalle
1998 wechselten die Schlumper in die Alte Rinderschlachthalle nach Hamburg-St. Pauli. Dieses neue Atelier dient gleichzeitig als Ausstellungsraum und Veranstaltungsort mit Café. In Zusammenarbeit mit den Beschäftigten der Tagesförderstätte von Alsterarbeit wird hier wöchentlich von 9 bis 19 Uhr gearbeitet. Im Wechsel werden Werke alter und neuer Schlumper und Künstlern aus verwandten Projekten gezeigt. Zu arbeitsfreien Zeiten, besonders an Wochenenden, können die Räume auch für private Veranstaltungen gemietet werden. Im Café werden Bücher, Kataloge, Poster und Postkarten verkauft. Außerdem gibt es die Gelegenheit, mit Schlumpern ins Gespräch zu kommen. Führungen für Besuchergruppen durch das Atelier sind nach Anmeldung möglich.

### Übergabe der Trägerschaft an die Ev. Stiftung Alsterdorfer, Bereich Alsterarbeit
Anfang 2002 hat der Verein „Freunde der Schlumper“ die Trägerschaft des Projekts der Ev. Stiftung Alsterdorfer, Bereich Alsterarbeit übertragen, um die Zukunft der Künstlergruppe dauerhaft zu sichern. Der Verein unterstützt weiterhin das Projekt ideell und materiell. So ist er für die Vermarktung der Kunstwerke und die Akquisition von Spenden zuständig, um die künstlerische Arbeit, die Ausstellungsaktivitäten und die monatliche Entlohnung der Schlumper zu sichern. Die Arbeiten der Schlumper werden u. a. auch für Kunst-am-Bau-Projekte, Plakate, Plattencover usw. genutzt.

### „Die Schlumper“ heute
Die Arbeit der Schlumper wurde in zahlreichen Ausstellungen präsentiert, sie gehören zu den internationalen Spitzenleistungen der sogenannten Outsider Art (Art brut), die in den letzten Jahren im Kunst- und Kulturbetrieb immer mehr an Bedeutung gewinnen konnte.
Werke der Schlumper sind in zahlreichen privaten und öffentlichen Sammlungen vertreten.
Organisatorisches und Assistenz wird von Pädagogen, Künstlern und Praktikanten geleistet (früher kamen Zivildienstleister dazu). National und international werden die Künstler der Ateliergemeinschaft immer mehr wahrgenommen und auch mit Kunstpreisen ausgezeichnet. So erhielt Stefanie Bubert den 1. Preis der Aktion Kunst Stiftung 2015.

### Zusammenarbeit mit Kindertagesstätten und Schulen

Einladung in die Galerie der Schlumper, 2018

Von Anfang an haben die Schlumper viel Wert darauf gelegt, mit Kindern zusammenzuarbeiten. Dabei sind mehrere Innen- und Außenraumgestaltungen in Kindertagesstätten und Schulen entstanden.
Seit 1995 gibt es eine Kooperation zwischen den Schlumpern und der integrativen Ganztagsgrundschule „Louise Schroeder Schule“ (früher Schule Chemnitzstraße) in Hamburg-Altona-Altstadt. Dabei wurde u. a. das Treppenhaus im historischen Schulgebäude neu gestaltet. Seit 1995 arbeiten in der „Schule der Schlumper“ Künstler sowie Schüler der Louise-Schroeder-Schule gemeinsam im Atelier in der Thedestraße an künstlerischen Projekten. „Es ist ein sehr spannender Prozess, wenn so ungewöhnliche Künstler wie die Schlumper zusammen mit Kindern Kunst machen“, sagte Rolf Laute über das Projekt.

### Der nächste Schritt: Die neue Schlumper Galerie

Außenansicht der neuen Galerie der Schlumper, 2014

Am 27. Juni 2014 ging ein Traum der Künstler endlich in Erfüllung: Die eigene Galerie wurde eröffnet.
Im Herzen des Hamburger Karoviertels, in der Marktstraße 131, werden eigene Werke und die von befreundeten Gruppen und anderen Künstlern ausgestellt.
Die neue Galerie umfasst auf zwei Etagen rund 150 Quadratmeter. Ursprünglich sollte das Erdgeschoss des Neubaus als Gemüseladen genutzt werden.
Durch die neuen Räumlichkeiten verbessern sich ihre Arbeitsbedingungen erheblich, sagte Anna Pongs-Laute, künstlerische Leiterin der Schlumper. Das neue «Forum für Kunst und Inklusion» wird zum größten Teil von der Hans-Kauffmann-Stiftung und aus Erlösen von Bilderverkäufen finanziert. Das Projekt ist aber weiterhin auf Spenden angewiesen.

## Künstler
(Auswahl)
- Mawuena Ahadzie
- Magid Ajjane (* 1978 in Hamburg), Schlumper seit 2002
- Bettina Arelt (* 1981 in Rostock), Schlumperin seit 2007
- Uwe Bender (* 1943 in Wesermünde), Schlumper seit 1984[9]

- Olaf Behnke

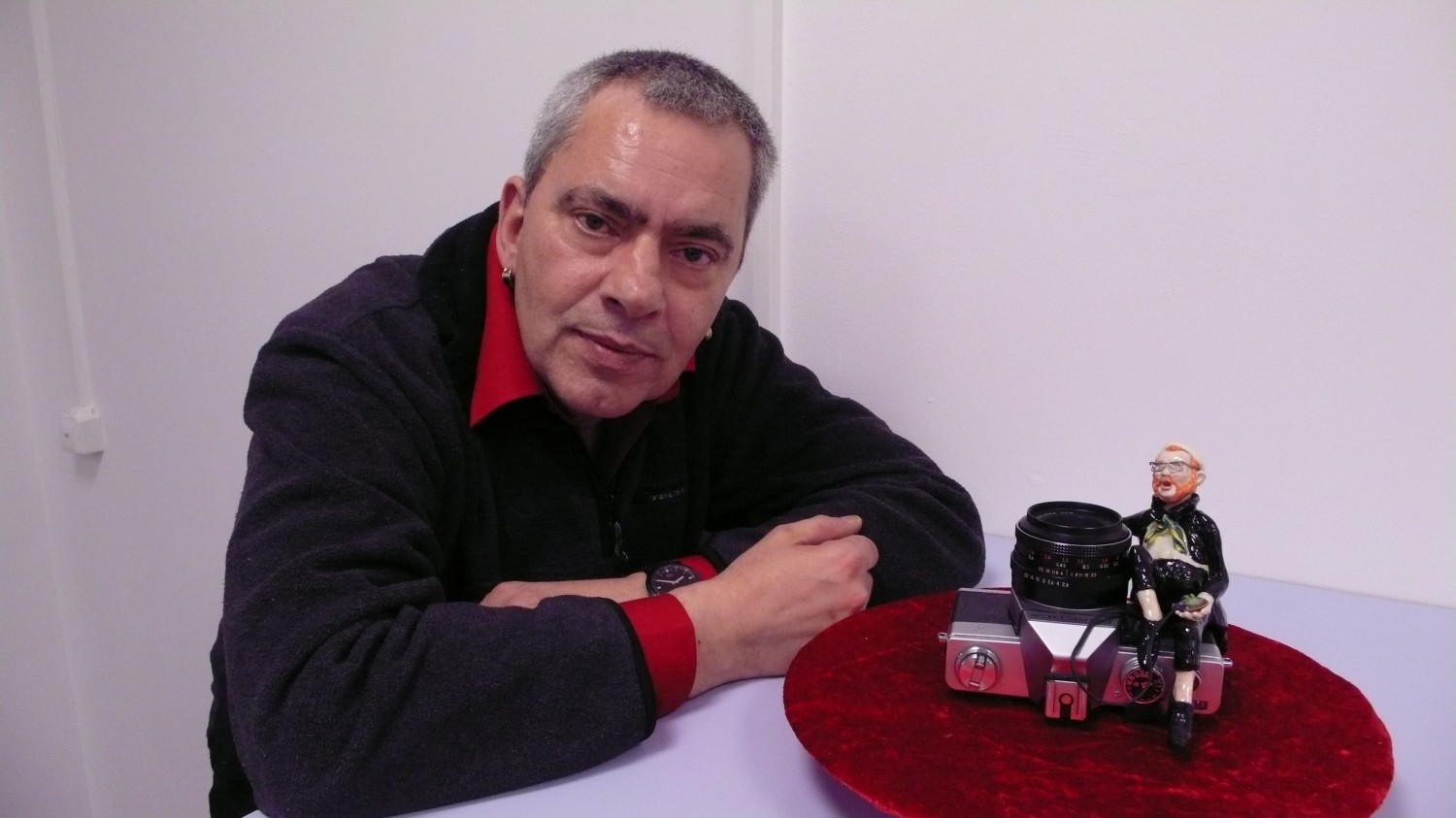
Jörg Marx mit seiner Figur „Fotograf“ (Porzellan, umgebaute Kamera mit Auslöse-Geräuscheffekt), 2012

- Benjamin Binder (* 1989 in Brasov/Rumänien)Schlumper seit 2010
- Stefanie Bubert (* 1976 in Hamburg), Schlumperin seit 1999[10][11]
- Angelika Bienst
- Johannes Dechau (* 1982 in Hamburg), Schlumper seit 2003[12]
- Ulla Diedrichsen (* 1947 in Hamburg), Schlumperin seit 1998[13]
- Katharina Ellrich (* 1964 in Hamburg), Schlumperin seit 2006
- Wandad Farkondeh
- Michael Gerdsmann (* 1968 in Hamburg), Schlumper seit 2002[14]

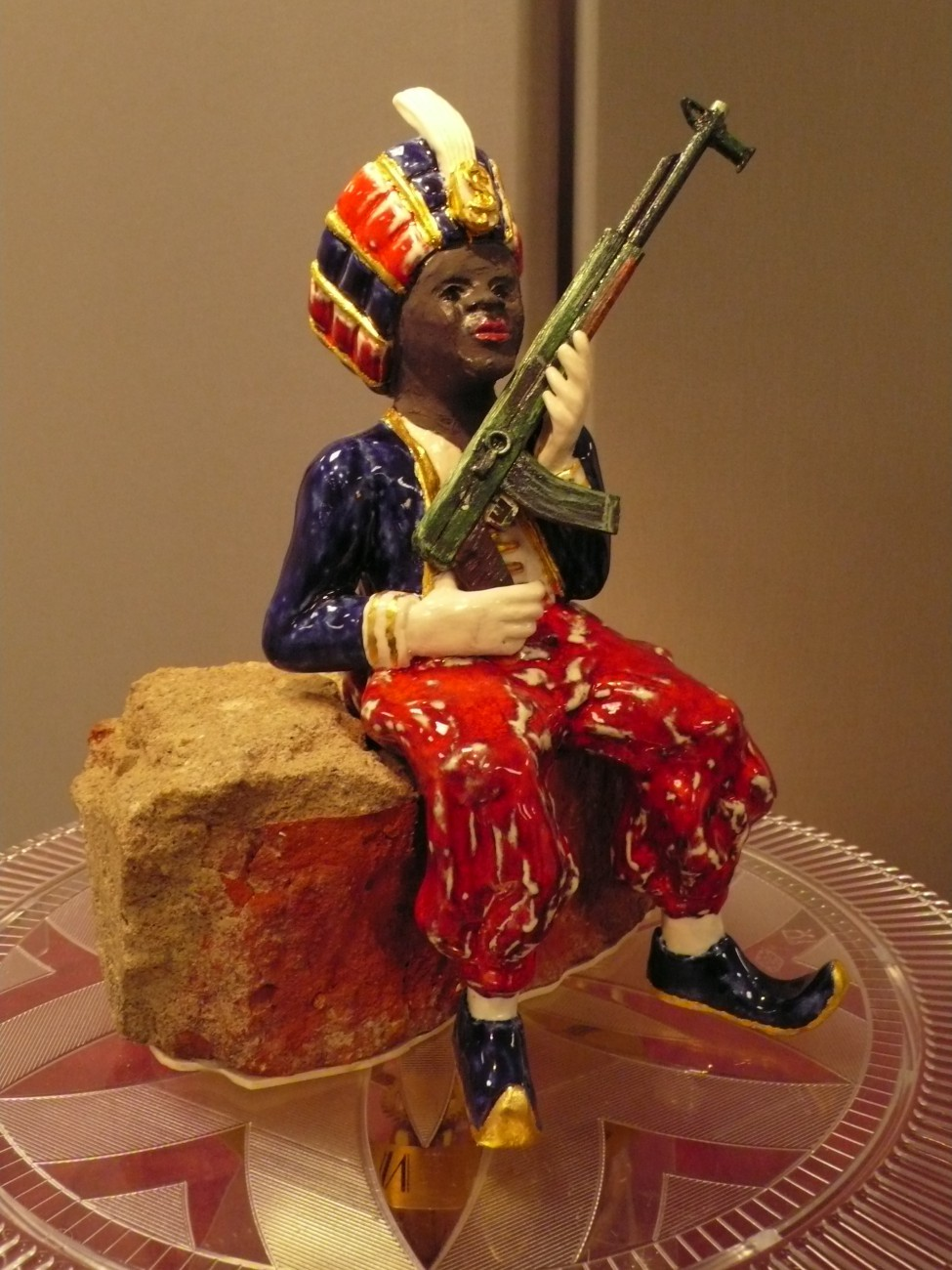
Figur von Jörg Marx zum Thema Ausbeutung von Kindern in der Kakaobohnen-Ernte (Porzellan, Stein, Spieluhr, auf Kuchenteller), 2012

- Martin Gertler (* 1971 in Bremen), Schlumper seit 1993
- Daniela Grewe
- Anton Gronemeyer
- Margot Gruhl (* 1920 in Göttingen; † 2002 in Hamburg), Schlumperin von 1993 bis 2002[15]
- Senem Gürüz
- Karl-Ulrich Iden (* 1942 in Hamburg), Schlumper seit 1989[16]
- Jörg Höling (* 1951 in Hamburg; † 2020 in Hamburg)
- Miriam Hosner (* 1992 in Hamburg), Schlumperin seit 2012
- Malte Kaiser (* 1959 in Hamburg), Schlumper seit 2002[17]
- Rohullah Kazimi (* 1987 in Kabul/Afghanistan), Schlumper seit 2007
- Friederike Körner
- Bernhard Krebs (* 1951 in Hamburg), Schlumper seit 2005
- Benjamin Langner (* 1982 in Hamburg), Schlumper seit 2005
- Afssaneh Ragi Lempio (* 1957 in Aligudarz/Iran), Schlumper seit 2008
- Tongthd Mahasuwan (* 1978 in Jakarta), Schlumper seit 2002
- Jörg Marx (* 1955 in Halle an der Saale; † 2021 in Hamburg), Gastmitgliedschaft bei den Schlumpern seit 2009. Er arbeitet im eigenen Atelier und stellt u. a. in der Schlumper-Galerie aus. 2001 bis 2004 Arbeit mit Westerwälder Tonmasse, seit dem ausschließlich mit Limoges-Porzellan – kleinfigürliche Darstellungen von Menschen, thematisch oft mit Spieluhr-Musikwerken untermalt.
- Rabka Mehr (* 1983 in Kabul/Afghanistan), Freizeit-Schlumperin seit 1999
- Patrick Mertz
- Dominik Nichtern
- Burkhard Oestreich
- Wolfram Pabst (* 1938 in Hamburg), Schlumper seit 1985
- Dominik Pawlowski (* 1977 in Gdańsk), Schlumper seit 2002
- Thorsten Raab
- Janika Roth (* 1983 in Hamburg), Schlumperin seit 2005
- Hugo Rothenhäusler (* 1951 in Geesthacht), Schlumper seit 1993
- Birte Seidensticker
- Brigitte Schlemminger
- Nicole Schmuhl (* 1979 in Bad Sarow), Schlumperin seit 2002
- Steve Schneider
- Birte Seidensticker
- Vanessa Steinmann
- Claus-Dieter Szezech
- Werner Voigt (* 1935 in Hamburg; † 2015 in Hamburg), Schlumper seit 1984
- Marianne Wendland, Schlumperin seit 1997
- Horst Wäßle (* 1954 in Hamburg), Schlumper seit 1984
- Inge Wulff (* 1933 in Hamburg; † 1997 in Hamburg), Schlumperin von 1987 bis 1997
- Brigitte Wolter
- Karla Zwick (* 1927 in Hamburg; † 2003 in Hamburg), Schlumperin von 1984 bis 2003

## Ausstellungen
(Auswahl, Beteiligungen)
- Hamburg, Kampnagel Fabrik, 1989
- Freiburg an der Elbe, Kehdinger Kunstverein, 1991
- Berlin, Kulturbrauerei, 1993
- Meldorf, Dithmarscher Landesmuseum, 1994
- Ahrensburg, Marstall Schloss Ahrensburg, 1995
- Bonn, Bundesgesundheitsministerium, 1996
- Mainz, Rathaus, 1997
- Hamburg, Evangelische Akademie, 1998
- Bonn, Landesvertretung Hamburg, 1999
- Lütjensee, Tymmokirche, 2001
- Hamburg, Helmsmuseum, 2001
- Prag, Rathaus, 2001
- Chicago, Chicago Cultural Center, 2002
- „Die Schlumper – Kunst ohne Grenzen“, Kunsthalle Rostock, 2002/2003
- Göttingen, Kunstverein, 2003
- „Die Schlumper – Kunst in Hamburg“, Hamburger Kunsthalle, 2005/2006
- Innsbruck, Schloss Ambras, 2007
- Randers DK, GAIA Museum Outsider Art, 2007
- „Die Schlumper in Italien“, Galleria D´Arte Moderna e Contemporanea, 2008
- „Alles im Fluß“, Kulturforum Burgkloster (Lübeck), 2009
- Schleswig, Museum für Outsiderart, 2009
- „Ein unvermuteter Glücksfall. Die Schlumper, eine Hamburger Ateliergemeinschaft“, Kleisthaus Berlin, 2010
- „Ich sehe was, was Du nicht siehst – Eine Werkschau von Künstlerinnen und Künstlern mit Autismus“, documenta-Halle Kassel, 2010
- „Die Schlumper – Kunst aus Hamburg“, Emslandmuseum Schloss Clemenswerth, 2013
- „Nicht ohne meinen Porsche. Von bescheidenen Wünschen und geplatzten Träumen“, Galerie am Bahndamm, Gießen, 2013
- „Die Schlumper – Kunst aus Hamburg“, Stadtmuseum Gütersloh, 2013[18]
- „Humanimal – Jörg Marx, M. Dübelt“, Rahlstedt Center, 2013[19]
- „Kunst aus Hamburg“, Galerie der Schlumper, Hamburg, 2013
- „Face to Face – Menschenbilder im Dialog“, Galerie im Augusteum (Universität Leipzig), Leipzig 2014, mit Werken von Uwe Bender, Rabka Mehr und Marianne Wendland
- „Sexitenz – Nahaufnahmen“, Sommerblut-Festival, Galerie Art 68, Köln 2014, mit Werken von Johannes Dechau, Karl-Ulrich Iden, Rohullah Kazimi, Bernhard Krebs, Rabka Mehr, Patrick Mertz, Dominik Pawlowski
- „Antenna-Art“, Galerie Farbwerke M6, Hamburg 2014, mit Werken von Thorsten Raab
- „Von Superhelden und gehäkelten Mikrofonen“, Weissraum, Hamburg, 2014
- „Die Schlumper“, Europäisches Parlament, Brüssel, 2014
- „Ich sehe was, was du nicht siehst. Kunst und Autismus“, Museum Dr. Guislain, Gent (Belgien), 2014, mit Werken von Benjamin Binder, Stefanie Bubert, Olaf Behnke und Johannes Dechau
- „Fotografie trifft Künstler“, Galerie der Schlumper, Hamburg, 2014
- „Outdoor – Draußen“, Galerie der Schlumper, Hamburg, 2014/2015
- „Freundschaft macht Schule – Die Schlumper im Gymnasium Allee“, Galerie des Gymnasiums Allee, Hamburg, 2015
- „Haus mit Lampe für Maus“, Galerie am Südfriedhof, Kiel, 2015
- „Alles wiederholt sich – Serielle Kunst“, Galerie der Schlumper, Hamburg 2015
- „Werner Voigt“, Galerie der Schlumper, Hamburg 2015
- „Stars Wars – Showbiz, Pop und anderes“, Galerie der Schlumper, Hamburg 2015
- „ST. Petersburg – Hamburg, Künstler aus St. Petersburg zu Gast“, Galerie der Schlumper, Hamburg 2015
- „Schlumper Cronologie, 35 Jahre Ateliergemeinschaft Die Schlumper – 30 Jahre Freunde der Schlumper e. V. – 20 Jahre Schule der Schlumper“, Galerie der Schlumper, Hamburg 2015/2016
- „Akrobat im Leben – Papierarbeiten und Collagen“, Galerie der Schlumper, Hamburg 2016
- „Farbe - Daniel Behrendt & Tongtad Mahasuwan“, Galerie der Schlumper, Hamburg 2016
- „Uwe Bender“, Galerie der Schlumper, Hamburg 2016
- „Eis Eis Baby“, Galerie der Schlumper, Hamburg 2016
- „Gemöschte Gefüle“, Galerie der Schlumper, Hamburg 2016
- „Neues Bestiarium“, Galerie der Schlumper, Hamburg 2016/2017
- „Hals über Kopf“, Galerie der Schlumper, Hamburg 2017
- „Stefanie Bubert – Holiday on Ice“, Einzelausstellung, Direct Art Gallery, Düsseldorf 2017
- „2 Welten: Rohullah Kazimi und Matti Wustmann“, level one – Hochschule für Künste im Sozialen, Hamburg 2017[20]
- „Nicht nur Zeichnungen“, Galerie der Schlumper, Hamburg 2017
- „Die Schlumper – Sexi Bein“, Galerie der Schlumper, Hamburg 2017
- „Jenseits von Gut und Böse“, Galerie der Schlumper, Hamburg 2017
- „Knotenpunkt Festival“, Ausstellungsbeteiligung der Schlumper mit Michael Gerdsmann und Rohullah Kazimi, 2017[21]
- „Kopfkino“, Ausstellungsbeteiligung, Galerie 3, Klagenfurt, Österreich, 2017
- „Ein Tiger und ein Schlumper“, Sven Rosé und Rohullah Kazimi (Schlumper), Kulturladen, Hamburg, 2017
- „Druck machen“, Galerie der Schlumper und Affenfaust Galerie, Hamburg 2017/2018
- „Bernhard Krebs – Aus Musik etwas dichten“, Galerie der Schlumper, Hamburg 2018
- „Langes Fädchen – Textile Arbeiten von KünstlerInnen aus Hamburg und Berlin“, Galerie der Schlumper, Hamburg 2018
- „Die Schlumper – Winterausstellung“, Galerie der Schlumper, Hamburg 2018/2019
- „Rollenbilder“, Galerie der Schlumper, Hamburg, 2019
- „FEINSCHNITTE“, Beteiligung der Schlumperin Nicole Schmuhl, Galerie m6, Hamburg 2019
- „Horst Wäßle“, Galerie der Schlumper, Hamburg, 2019
- „Visionäre Rohbauten – Ausstellung im Rahmen des Hamburger Architektursommers“, Galerie der Schlumper, Hamburg, 2019
- „GORE I DOLE (‚drunter und drüber‘)“,Galerie der Schlumper, Hamburg, 2019
- „WIE MAN SICH BETTET“, Galerie der Schlumper, Hamburg, 2019/2020
- „SECHS AUS SECHS“, Direct Art Gallery, Düsseldorf, 2020 (Ausstellungsbeteiligung)
- „DIE SCHLUMPER – KUNST AUS HAMBURG“, Galerie Maribondo - Das Blaue Haus, Worpswede, 2020
- „HEITER BIS WOLKIG“, Galerie der Schlumper, Hamburg, 2020
- „JÖRG HÖLING“, Galerie der Schlumper, Hamburg, 2020
- „DIE SCHLUMPER IN BERLIN“, Gallery Good, Berlin, 2020
- „DAS KLEINE FORMAT“, Galerie der Schlumper, Hamburg, 2020/2021
- „STEFANIE BUBERT & BENJAMIN LANGNER“, Galerie der Schlumper, Hamburg, 2021
- „DIE SCHLUMPER – LANDPARTIE“, Galerie Maribondo - Das Blaue Haus, Worpswede, 2021
- „Die Schlumper – Kunst aus Hamburg – Edition HfH 2021“, eine virtuelle Ausstellung der Interkantonale Hochschule für Heilpädagogik, Zürich, 2021[22]
- „Schwarze Katze, Weißer Hund“, Galerie der Schlumper, Hamburg, 2021/2022
- „META SCHILLMANN & NICOLE SCHMUHL“, Galerie der Schlumper, Hamburg, 2022
- "BLEISTIFTGEBIETE - Zeichnungen von Künstler*innen mit und ohne Behinderungen aus Deutschland und Europa, Galerie Alte Turnhalle, Bad Dürkheim, 2022
- „BLING BLING - Sommerausstellung 2022, Künstler*innen der Ateliergemeinschaft“, Galerie der Schlumper, Hamburg, 2022
- „PARALLEL VIENNA“, Semmelweisklinik, Wien 2022 (Ausstellungsbeteiligung)
- „X JAHRE KUNST IN HAMBURG“,Jupiter, Hamburg, 2022 (Ausstellungsbeteiligung)
- „UNTERWEGS“, Galerie der Schlumper, Hamburg, 2022
- „SCHÜLER UND SCHLUMPER“, Atelier der Schlumper, Hamburg, 2022/2023
- „NEINJABITTEKLARHEIT“, Galerie der Schlumper, Hamburg, 2022/2023
- „WER BIN ICH - Porträts und Bildnisse“, Galerie der Schlumper, Hamburg, 2023
- „STEPHANIE BUBERT“, Einzelausstellung, Galerie der Schlumper, Hamburg, 2023
- „DIE PANASONIC WALKMANNS STERBEN LANGSAM AUS!“, Galerie der Schlumper, Hamburg, 2023
- „SITESWAPS“, FRISE – Künstler*innen Haus, Hamburg, 2023 (Ausstellungsbeteiligung)
- „HAUPT- UND NEBENWEGE“, konnektor – Forum der Künste / artothek Hannover e. V., Hannover, 2023 (Ausstellungsbeteiligung)
- „DRUCKFRISCH #“, Galerie 23, Gießen 2023 (Ausstellungsbeteiligung)
- „COMME ON FAIT SON LIT“, Friche la Belle de Mai, Marseille, 2023–2024 (Ausstellungsbeteiligung)
- „MONSTER, MUMIEN, MUTATIONEN“, Galerie der Schlumper, Hamburg, 2023–2024
- „KLARA ZWICK-Blinde Kuh, ich führe dich bis an das Lebensende“, Galerie der Schlumper, Hamburg, 2024
- „TEXTIL“, Galerie Art Cru, Berlin, 2024 (Ausstellungsbeteiligung)
- "Akademie23 - interdisziplinäre, inklusive Sommerakademie", KiZ (Kongresshalle), Gießen, 2024 (Beteiligung)
- „HERBST/WINTER 2024/2025“, Galerie der Schlumper, Hamburg, 2024/2025
- „SCHICHT FÜR SCHICHT“, Galerie der Schlumper, Hamburg, 2025
- „Preisträgerausstellung des Aktion-Kunst-Preises 2012, 2015, 2021“, Aktion-Kunst-Stiftung gGmbH, Welver Schwefe, 2025
- „InTime 4 - Preisträgerausstellung des Aktion-Kunst-Preises 2025“, Museum Wilhelm Morgner mit RAUM SCHROTH, Soest, 2025
- „ES REGNET MENSCHEN - Martin Gertler & Malte Kaiser“, Galerie der Schlumper, Hamburg, 2025
- „GOLD & KLEISTER“, Galerie der Schlumper, Hamburg, 2025